# Wataru Tanigawa
Wataru Tanigawa (n. 23 iulie 1996, Funabashi, Japonia) este un gimnast artistic ce a reprezentat Japonia, medaliat olimpic. A participat la o ediție a Jocurilor Olimpice (2020) în care a câștigat o medalie de argint.

## Participări
Lista de mai jos prezintă principalele competiții la care a participat Wataru Tanigawa de-a lungul carierei.
- Gimnastică la Jocurile Olimpice de vară din 2020 - Echipe compus masculin[1]